# ناحیه شارکاد
ناحیهٔ شارکاد (به مجاری: Sarkad) یک ناحیه در مجارستان است که در بکش واقع شده‌است. ناحیهٔ شارکاد ۵۷۰٫۹۷ کیلومتر مربع مساحت و ۲۲٬۹۰۸ نفر جمعیت دارد.